# Княж-Павлово
Княж-Павлово — село в Бутурлинском районе Нижегородской области. Входит в состав Ягубовского сельсовета.

## География
Село располагается на левом берегу реки Пьяны.

## История
Село было основано примерно в 1859 году. На 1886 год в селе было 89 дворов, 3 ветряных мельницы, кирпичный завод, шерстобитня и кузница. Также в селе проживало 555 человек. Уже в 1916 году население выросло до 685 человек. На момент 1925 года в селе стало проживать 825 человек.

## Население
| 1999 | 2002 | 2010 |
| ---- | ---- | ---- |
| 137  | ↘116 | ↘77  |

## Уроженцы
- Кабаков, Иван Дмитриевич — советский партийный и государственный деятель.